# (6743) Liu
(6743) Liu est un astéroïde de la ceinture principale.

## Description
(6743) Liu est un astéroïde de la ceinture principale. Il fut découvert le 8 avril 1994 à Kitami par Kin Endate et Kazuro Watanabe. Il présente une orbite caractérisée par un demi-grand axe de 2,23 UA, une excentricité de 0,21 et une inclinaison de 8,1° par rapport à l'écliptique.

## Compléments